# Tinidazol
O tinidazol é um medicamento usado contra infecções por protozoários. É amplamente conhecido em toda a Europa e no mundo em desenvolvimento como tratamento para uma variedade de infecções anaeróbicas, amebianas e bacterianas. Foi desenvolvido em 1972 e é um membro proeminente da classe dos antibióticos nitroimidazol.
Está na Lista de Medicamentos Essenciais da Organização Mundial da Saúde.
O tinidazol é comercializado pela Mission Pharmacal sob a marca Tindamax, pela Pfizer sob os nomes Fasigyn e Simplotan, e em alguns países asiáticos como Sporinex.

## Usos
O tinidazol pode ser uma alternativa terapêutica no contexto da intolerância ao metronidazol. Tinidazol é usado para tratar Helicobacter pylori, disenteria amebiana, giárdia e Trichomonas vaginalis.

## Efeitos colaterais
Beber álcool enquanto toma tinidazol causa uma reação desagradável semelhante ao dessulfuram, que inclui náuseas, vômitos, dor de cabeça, aumento da pressão arterial, rubor e falta de ar.[carece de fontes?]

## Meia-vida
A meia-vida de eliminação é de 13,2 ± 1,4 horas. A meia-vida plasmática é de 12 a 14 horas.[carece de fontes?]